# Daga härad

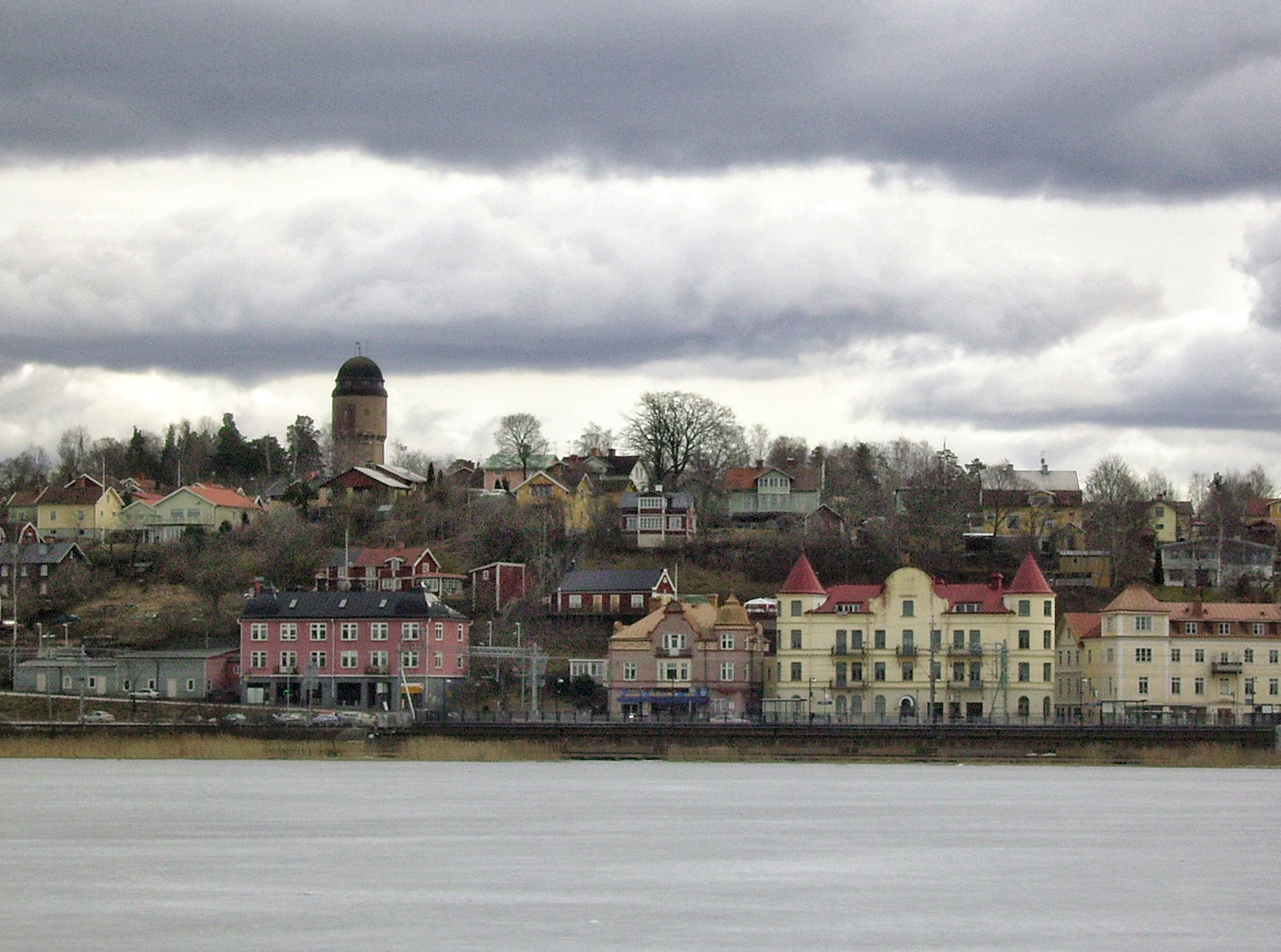
Gnesta sett från Frösjön

Daga härad var ett härad i mellersta Södermanland. Häradet omfattade merparten av nuvarande Gnesta kommun, vilken är en del av Södermanlands län. Den totala arealen mätte 509 km², vilket år 1926 fördelade sig på drygt 114 km² åker och knappt 283 km² skog. Samma år uppgick befolkningen till 9 030 invånare. Tingsställe var under medeltiden Vadsbro vid Norrtunasjöns sydöstra ände, och från 1500-talet i sockenstugan i Gåsinge för att 1909 flytta till Gnesta.

## Geografi
Daga härad utgjorde ett skogigt och bergrikt område beläget öster om sjön Båven, i Trosaåns och Nyköpingsåns vattenområde. Området är starkt kuperat och sänker sig från norr, från vattendelaren mot Mälaren med höjder på omkring 90–100 meter över havet, mot söder till sjöarna Båven (21 m ö.h.), Likstammen (25 m ö.h.) och Sillen (10 m ö.h.). Häradsområdets olika vattendrag rinner till de nämnda sjöarna. Sjöarna Klämmingen (11 m ö.h.) och Sillen ligger i en skarpt utpräglad dal, som genomflyts av Trosaåns övre del. Den begränsas delvis av branta bergväggar och har f.ö. ansetts utgöra Dalälvens preglaciala lopp (det vill säga före den senaste istiden). I väster gränsade Daga härad mot Villåttinge härad, i söder mot Rönö härad, i norr mot Åkers härad och i öster mot Öknebo härad. Längst i nordost har området dessutom en kort gräns mot Selebo härad.
Inom häradet fanns från 1955 en köping – Gnesta köping – belägen cirka 33 km sydväst om Södertälje och 45 km nordväst om Nyköping, som numera också är den största tätorten. Övriga större orter är Björnlunda och Stjärnhov.

### Socknar
Daga härad omfattade sex socknar:
- Björnlunda
- Dillnäs
- Frustuna
- Gryt
- Gåsinge
- Kattnäs

## Historia
Omkring år 1350 infördes den nuvarande häradsindelningen i landskapet Södermanland och ersatte därmed de tidigare hundare som vilade på förhistoriska anor. Namnet skrevs år 1314 Daundæræ och år 1358 Dawahundære, vilket i det närmaste ska tolkas som en benämning på häradets tingsplats. Ordet Dave är ett sörmländskt dialektalt ord med betydelsen myr, våtmark eller sumpmark. Platsen som avses är de åkrar som idag utbreder sig väster om Södertuna slott mellan Frösjön och den numera försvunna Norrtunasjön. I anslutning till en plats kallad Vad låg den medeltida tingsplatsen som namngav hundaret och sedermera häradet. År 1591 flyttades den till kyrkbacken vid Gåsinge kyrka och höll till där till och med år 1908, då den flyttades till det nybyggda tingshuset i Gnesta. Den ursprungliga Eriksgatan har med viss sannolikhet också gått över vadet mellan Frösjön och Klämmingen till Daga hundares tingsplats innan den flyttades till den medeltida dragningen över Laxne, vilket i stort sett följer nuvarande Länsväg 223 mellan Gripsholms slott och Nyköpingshus. Önnersta by strax söder om Björnlunda tog då över som centrum för bygden och här uppfördes en gästgivaregård med ett särskilt kungshus uppfört av Drottning Kristina och årligen hölls här marknader. Det var först med järnvägens ankomst som bygdens centrum försköts mot Gnesta.
Daga härad har flera större egendomar, därtill många numera nedlagda järnbruk. Några av de större herresätena är Elghammars slott, Södertuna slott, Skeppsta bruk, Jakobsbergs säteri samt Närlunda säteri. Södertuna slott härrör från medeltiden och hette ursprungligen Vad. Det enda Tuna var då Norrtuna gård, vilket till namnet torde innebära att häradets marknadsplats en gång var belägen här. Till de mer kända nedlagda gruvorna hör Skottvångs gruva norr om samhället Laxne.
När Västra stambanan byggdes på 1860-talet kom Daga härad att genomkorsas av denna. Den mycket gamla byn Gnesta kom då att få en station och utvecklades därefter som stationssamhälle med ett visst mått av industri. Även i Stjärnhov i Gryts socken samt i Björnlunda tillkom stationer runt vilka mindre samhällen med industrier växte fram. I övrigt är det mestadels jordbruk med binäringar, bland annat skogsavverkning som varit huvudnäringar i häradet. Välbevarande ålderdomliga kulturmiljöer finns bland annat vid Blacksta och Avla norr om Björnlunda.
År 1952 gick de olika landskommunerna i området upp två storkommuner – Daga och Gnesta landskommun – vilka år 1974 gick upp i Nyköpings kommun. År 1992 delades Nyköpings kommun i tre delar där nya Gnesta kommun var en av dessa.

## Län, fögderier, domsagor, tingslag och tingsrätter
Häradet hade sedan 1634 hört till Södermanlands län. Församlingarna i häradet har hört Strängnäs stift.
Härradet ingick under medletiden i Nyköpings län för att i nyare tid ingå i Gripsholms län.
Häradets socknar hörde till följande fögderier:
- 1720–1885 Södermanlands läns Fjärde fögderi
- 1886–1945/1951 Gripsholms fögderi till 1946 för Björnlunda och Gryts socken; till 1951 för Dillnäs, Frustuna, Gåstuna och Kattnäs socknar
- 1946/1952–1966 Flens fögderi för Björnlunda, Dillnäs, Gryts och Gåstuna socknar
- 1967–1990 Nyköpings fögderi för Björnlunda, Dillnäs, Gryts och Gåstuna socknar

Häradets socknar tillhörde följande domsagor, tingslag och tingsrätter:
- 1680-1947 daga tingslag i  
  - 1680-1718 Gripsholms, Rävsnäs och Eskilstuna läns domsaga (Åkers, Selebo, Daga samt fram till 1714 Öster- och Västerrekarne härader)
  - 1719–1878 Åkers, Selebo, Daga samt Öster- och Västerrekarne häraders domsaga, från 1861 benämnt Livgedingets domsaga
  - 1879–1947 Nyköpings domsaga (med Jönåkers, Rönö, Hölebo och Daga härader)
- 1948–1970 Nyköpings domsagas tingslag i Nyköpings domsaga
- 1971- Nyköpings tingsrätt och dess domsaga